# Søren Jensen Qvist
Søren Jensen Qvist (død 1626 på Ravnhøj Bakke) var en dansk sognepræst, der blev offer for et justitsmord. Hans levned gav inspiration til Steen Steensen Blichers novelle Præsten i Vejlbye.
Han var født i Ålsø ved Grenaa, hvor hans fader, Jens Andersen (død ca. 1619), var provst, og blev ca. 1596 student fra Viborg Katedralskole. Hans egenhændige besvarelse af et spørgsmål til bispeeksamen hos biskop Jens Giødesen i Aarhus findes endnu bevaret. 1599 eller 1600 valgtes han til sognepræst for Vejlby og Homå ved Grenaa og ægtede sin formands steddatter Eline Clemensdatter (død før 1634), datter af foged på Hessel Clemens Hesselballe og NN (gift 2. gang med sognepræst i Vejlby-Homå Jens Madsen Nikskæg). Året 1607 blev skæbnesvangert for ham. Hans hustru havde en dag været til marked i Grenaa; men kusken kom ikke med tilbage og synes fra den dag af at have været sporløst forsvundet. Der begyndte snart at snige sig rygter omkring iblandt folk om, at præsten efter kuskens hjemkomst skulle have dræbt ham, men først 1625 anlagdes sag imod ham; han blev fængslet og både ved herredstinget og landstinget dømt fra livet, hvilken dom næste forår stadfæstedes ved rettertinget, skønt ikke med enstemmighed; en dag i sommeren 1626 henrettedes Søren Jensen Qvist ved halshugning på Sønderherreds ting. Den ældste søn, Peder, fik mere og mere den faste overvisning, at der måtte kunne skaffes vidnesbyrd om, at hans fader var dømt uretfærdig; det lykkedes ham at få sagen genoptaget til ny undersøgelse, ved hvilken det fremgik med en til vished grænsende sandsynlighed, at der i sin tid var begået et justitsmord. To af vidnerne tilstod, at det var falsk ed, de havde svoret, og nu måtte de selv bøde med livet (1634).
Sønnen blev 1646 præst i sin faders embede. Søren Jensen Qvists enke overlevede i mange år sin mand; for øvrigt fortalte et senere sagn, at det skulle være hende, som havde ombragt kusken, og at hun havde set på sin uskyldige mands henrettelse uden at røres derved. Flere andre sagn dannede sig i tidernes løb om denne tragiske begivenhed, der ligger til grund for en af Steen Steensen Blichers noveller, Præsten i Vejlbye.